# Verlustwärme
Wärme, die in einem in der Technik vorkommenden Prozess mit abgehendem Wärmestrom entsteht, welche dann nicht mehr einer Nutzung zugeführt wird, gilt als Verlustwärme.
Bei jeder Energieumsetzung entstehen Energieverluste verschiedener Art, die mit Hilfe des Wirkungsgrad-Begriffs quantifiziert werden können. Die Summe der Energieverluste bezogen auf eine Zeitspanne nennt man Verlustleistung. Bei den meisten Prozessen fallen Energieverluste fast ausschließlich in Form von Wärme an, die dann als Verlustwärme kategorisiert wird, falls eine Energierückgewinnung mit zu viel technischem Aufwand verbunden sein würde, sich also nicht mehr lohnt.

## Gegensatzbegriffspaar „Nutzwärme“ und „Verlustwärme“
Eine am Nutzen orientierte Charakterisierung des Geschehens in physikalischen (Teil-)Systemen kann, wie folgt, ausgedrückt werden:
In physikalischen (Teil-)Systemen zustande kommende Wärme = Nutzwärme + Verlustwärme
In gewissen Fällen in der Praxis ist die „zustandekommende Wärme“ vom Menschen beabsichtigt, wie etwa beim Beheizen eines Gebäudes – dann handelt es sich um die zum Heizen aufgewendete Wärme –, in anderen Fällen dagegen nicht. Im vorliegenden Zusammenhang wird „Verlustwärme“ als (antagonistischer) Gegensatz zu „Nutzwärme“ begriffen. Verlustwärme ist nach diesem Verständnis (gemäß Heinrich Gröber) Wärme, die ungenutzt bleibt.

## Entgegengesetzter Fall zum Aufkommen von Abwärme: effizientere Wärmenutzung
Wird der aus dem Nicht-Wärmrückgewinnungs-Fall zustande kommende Verlustwärmestrom aus technischen Prozessen einer weiteren Nutzung zugeführt, so lässt sich von „effizienterer Wärmenutzung“ sprechen. Im Zuge dessen kommt es zu einer Wärmeverlustreduzierung. Sekundärseitig wird dann der Nutzwärmestrom größer, der an die Umwelt abgeführte Verlustwärmestrom, also der Abwärmestrom, kleiner.

### Temperaturunterschied als Voraussetzung für effizientere Wärmenutzung
In entgegengesetzter Richtung zur Wärmebildung aus Energieverlust-behafteten Prozessen kann Wärme nur teilweise wieder in eine andere Energieform umgewandelt werden, und zwar nur, wenn und solange es einen Temperaturunterschied gibt (Zweiter Hauptsatz der Thermodynamik, Carnot-Prozess). Deshalb ist Wärme in vielen Zusammenhängen gleichbedeutend mit verlorener Energie.

### Effizientere Wärmenutzung
Wird der von technischen Geräten, Maschinen, Anlagen oder Lebewesen herrührende Abwärmestrom, anstatt in die Umwelt zu gelangen, abgefangen, umgelenkt und weitergenutzt, so ist ein solcher Wärmestrom dann immer noch Teil eines eindeutig abgrenzbaren thermodynamischen Systems; und effizientere Wärmenutzung kann realisiert werden. Das Temperaturniveau ist dabei entscheidend für die potentielle Verwertbarkeit des Wärmestroms: zur Wärmeweiternutzung muss die Wärmequelle stets eine in verwertbarer Art und Weise höhere Temperatur als die Temperatur der Senke besitzen. Unterschreitet die Temperatur der Quelle des Wärmestroms ein bestimmtes ökonomisch relevantes Temperaturgrenzniveau, so ist der Wärmestrom ab dem Unterschreiten des besagten Niveaus nicht mehr wirtschaftlich effizient verwertbar. Wird dem wirtschaftlichen Aspekt Rechnung getragen und der Wärmestrom nicht weiter verwertet, so kommt es zu einem „Wärmeverluststrom in die Umgebung hinein“, da, wo die Abwärme an dem betreffenden lokalen Ort energetisch nicht mehr weiter genutzt wird.

## Entstehung von Verlustwärme
Verlustwärme entsteht typischerweise in Form von:
- Reibungsverlusten bei mechanischen Anlagen, die üblicherweise in Wärme umgewandelt werden,
- Energieverlusten in Form von Reibung in Verbrennungsmotoren, die üblicherweise in Wärme umgewandelt werden,
- thermischen Verlusten an elektronischen Bauteilen, oft dadurch bedingt, dass kurzzeitig relativ hohe Ströme anfallen und dafür vergleichsweise endliche Leiterquerschnitte zur Verfügung stehen; die Strömung der durch Halbleiter (wie beispielsweise MOSFETs[1]) und Leiter hindurchfließenden elektrischen Ladungen erzeugt beim Hindurchfließen Wärme[2] – in Wärmegeräten erscheint diese als erwünschte Nutzwärme, in allen anderen Komponenten und Geräten jedoch als unerwünschte Verlustwärme –[2],
- thermischen Verlusten an Freileitungen und Kabeln[3]; auch hier erzeugt die Strömung der durch die Leiter hindurchfließenden elektrischen Ladungen beim Hindurchfließen Wärme,[2]
- Wicklungs- und Eisenverlusten bei Elektromotoren, Generatoren und Transformatoren.[4]
- Reibung von Mikro-Luftverwirbelungen infolge der Schallabstrahlung eines Lautsprechers, die schließlich in Wärme umgewandelt wird.

Aus der vorangehenden Auflistung typischer Beispiele lässt sich ersehen, dass Verlustwärme zumeist aus einer aus dissipativen Prozessen stammenden Wärme besteht, deren Rückgewinnung, wie oben eingangs bereits erwähnt, nicht mehr lohnt. Oft lässt sie sich bloß noch messen, kaum mehr jedoch in Gänze theoretisch herleiten, um diese dann noch zu berechnen.

## Kühlung bei in größerem Maße anfallender Verlustwärme
In größerem Umfang entstehende Verlustwärme muss durch Kühlung abgeführt werden, um die Beschädigung von Maschinenteilen wie Zylinderköpfen oder Wicklungsisolationen, Elektronikbauteilen oder technischen Anlagen zu vermeiden.